# Boeing 787 Dreamliner
Boeing 787 Dreamliner (hay Boeing Y2) là một loại máy bay hai động cơ phản lực, thân rộng, hiện đang được chế tạo bởi hãng Boeing. Dòng máy bay này chính thức đi vào hoạt động thương mại lần đầu tiên vào tháng 10 năm 2011, do hãng All Nippon Airways sử dụng. Máy bay có sức chở từ 210-330 hành khách tùy biến thể. Boeing tuyên bố rằng máy bay này có hiệu suất nhiên liệu cao hơn các loại máy bay Boeing trước đó. Nó cũng là chiếc máy bay đầu tiên trên thế giới sử dụng vật liệu composite cho phần lớn cấu trúc xây dựng.
Dòng máy bay này đã bị một loạt sự cố ở Hoa Kỳ và Nhật Bản, điển hình là sự cố một chiếc Boeing 787 Dreamliner của hãng Japan Airlines bất ngờ bốc cháy khi đang đậu ở sân bay quốc tế Boston. Dòng máy bay này đã bị Cục hàng không Dân dụng Hoa Kỳ yêu cầu đình chỉ bay vì lý do an toàn. Hai hãng hàng không hàng đầu Nhật Bản là All Nippon Airways (ANA) và Japan Airlines (JAL) cũng quyết định tạm dừng sử dụng dòng máy bay này cho đến khi có câu trả lời thỏa đáng từ phía Boeing Company về sự cố trên
Ngày 16 tháng 1 năm 2013, Cục quan Hàng không Liên bang Mỹ đã yêu cầu hãng Boeing phải chứng minh được rằng loại pin Li-ion sử dụng trên 787 Dreamliner là an toàn và phù hợp với các tiêu chuẩn an toàn khắt khe dành riêng cho ngành sản xuất máy bay. Hầu hết các quốc gia khác trên thế giới đều đi theo quyết định của Cục Hàng không Liên bang Mỹ trong các vấn đề về an toàn hàng không.

## Bối cảnh

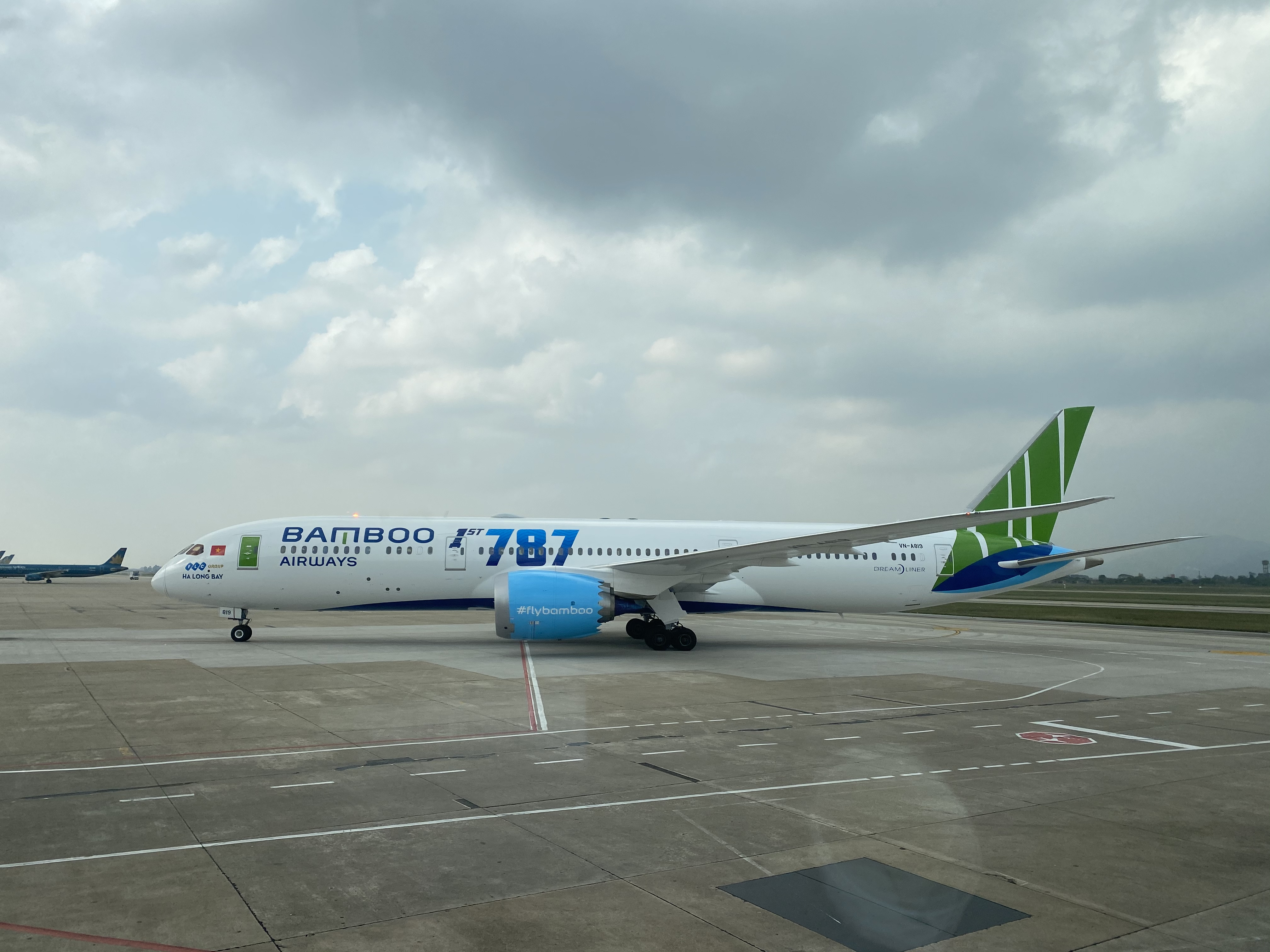
Boeing 787-9 của Bamboo Airways tại Sân bay quốc tế Tân Sơn Nhất

Cuối thập niên 1990, Boeing bắt đầu xem xét một thay thế cho loại 767 khi tình hình tiêu thụ đã yếu đi do cạnh tranh của loại máy bay do Airbus sản xuất là A330-200. Khi sự tiêu thụ Boeing 747-400 cũng chậm lại, công ty này cũng đã kiến nghị hai loại máy bay mới: Sonic Cruiser và 747X. Dòng Sonic Cruiser sẽ có tốc độ cao hơn (khoảng 0,98 Mach) trong khi mức độ đốt nhiên liệu ngang với các máy bay hiện hữu là 767 và A330. Chiếc 747X, cạnh tranh với Airbus A380, sẽ nới thêm chiều dài của chiếc 747-400 và cải tiến tầm năng bằng cách chế tạo cánh bằng hỗn chất composite "siêu tới hạn" (supercritical).
Thị trường có thái độ quan tâm hờ hững đối với loại 747X nhưng dòng Sonic Cruiser thì đã có một triển vọng sáng sủa hơn. Nhiều hãng hàng không lớn ở Hoa Kỳ, bao gồm hãng Continental, ban đầu đã tỏ ra nhiệt tình đối với ý tưởng Sonic Cruiser, dù họ tỏ ra quan ngại về chi phí vận hành. Bằng cách giảm thời gian đi lại, dòng máy bay này sẽ có thể tăng sự thỏa mãn của khách hàng và tăng hiệu suất sử dụng máy bay.
Vụ Tấn công 11 tháng 9 năm 2001 đã làm đảo lộn thị trường hàng không toàn cầu. Các hãng hàng không không thể biện hộ cho chi phí vốn lớn và việc giá dầu mỏ gia tăng đã khiến họ quan tâm đến hiệu quả hơn là tốc độ. Các hãng hàng không bị ảnh hưởng nặng nhất ở Hoa Kỳ đã được Boeing xem là các khách hàng khả dĩ nhất của dòng Sonic Cruiser. Boeing đã chào một lựa chọn sử dụng khung máy bay nhằm tăng tốc độ hoặc tăng hiệu quả nhưng chi phí cho dự án khung máy bay này đã khiến cầu giảm sút hơn. Boeing đã hủy bỏ 747X một khi Airbus bắt đầu sản xuất máy bay khổng lồ Airbus A380, và chuyển hướng qua một sản phẩm thay thế, đó là 7E7.
Cho đến ngày 28 tháng 1 năm 2005, các hình ảnh ý tưởng được công bố ban đầu của mẫu 7E7 cho thấy một thiết kế với bề mặt có độ cong cao. Vào ngày 26 tháng 4 năm 2005, một năm sau ngày công bố chương trình, dáng vẻ bề ngoài của thiết kế 7E7 đã được ổn định, với một mũi kém thon hơn và một cánh đuôi đứng (vertical stabilizer) khác thường hơn. Mẫu cũng bắt đầu được gọi với tên gọi 787. Boeing đã hoàn thành việc lắp ráp cuối cùng chiếc 787 đầu tiên và chiếc này đã lăn bánh ra buổi lễ vào ngày 8 tháng 7 năm 2007.
Ngay từ ngày 26 tháng 4 năm 2004, hãng hàng không Nhật Bản All Nippon Airways (ANA) đã trở thành khách hàng đầu tiên của 787, lúc đó vẫn còn mang tên 7E7, bằng cách công bố một đơn hàng chắc chắn mua 50 chiếc với thời gian giao hàng bắt đầu từ tháng 4 năm 2008. Đơn hàng của ANA bao gồm 30 chiếc 787-3, 290–330 chỗ, máy bay nội địa một hạng và 20 chiếc 787-8, đường dài, 210–250 chỗ ngồi, hai hạng ghế cho các tuyến khu vực và quốc tế như Tokyo Narita–Bắc Kinh. Loại máy bay này sẽ cho phép ANA mở các tuyến mới đến các thành phố cỡ vừa mà trước đây chưa được phục vụ như Denver và Montreal. Là một thông lệ cho các khách hàng khởi đầu, người ta đồn đại rằng ANA đã được giảm giá từ 40-50% giá bán niêm yết.
Các dòng 787-3 và 787-8 sẽ là các biến thể cùng với 787-9 đi vào hoạt động năm 2010, bất chấp các đồn đại trong ngành rằng sẽ có chậm trễ do các đơn hàng đối với 787-3 và 787-8 đã bán hết các lô hàng trong đợt sản xuất ban đầu.
Boeing ban đầu báo giá biến thể 787-8 với giá 120 triệu dollar Mỹ, một con số thấp làm kinh ngạc ngành hàng không và kể từ đó hãng đã hai lần tăng giá. Đến thời điểm 2007, giá niêm yết là 146–151,5 triệu USD đối với 787-3, 157–167 triệu USD đối với 787-8 và 189–200 triệu USD đối với 787-9.
Các đơn hàng đã thông báo khách hàng và các cam kết mua 787 đã đạt mức 237 chiếc trong năm bán hàng đầu tiên, với các đơn hàng chắc chắn đạt con số 677 vào thời điểm sơ diễn của 787 vào ngày 8 tháng 7 năm 2007 và lâu trước khi máy bay này đi vào hoạt động (EIS). Điều này khiến cho chiếc Boeing 787 là loại máy bay thân rộng được tiêu thụ nhanh nhất từ trước đến nay trước khi đi vào sử dụng.
Cập nhật mới nhất tính đến tháng 3 năm 2008 là số đơn đặt hàng đã lên đến 885 chiếc, với 857 chiếc chắc chắn.

## Triển khai dự án

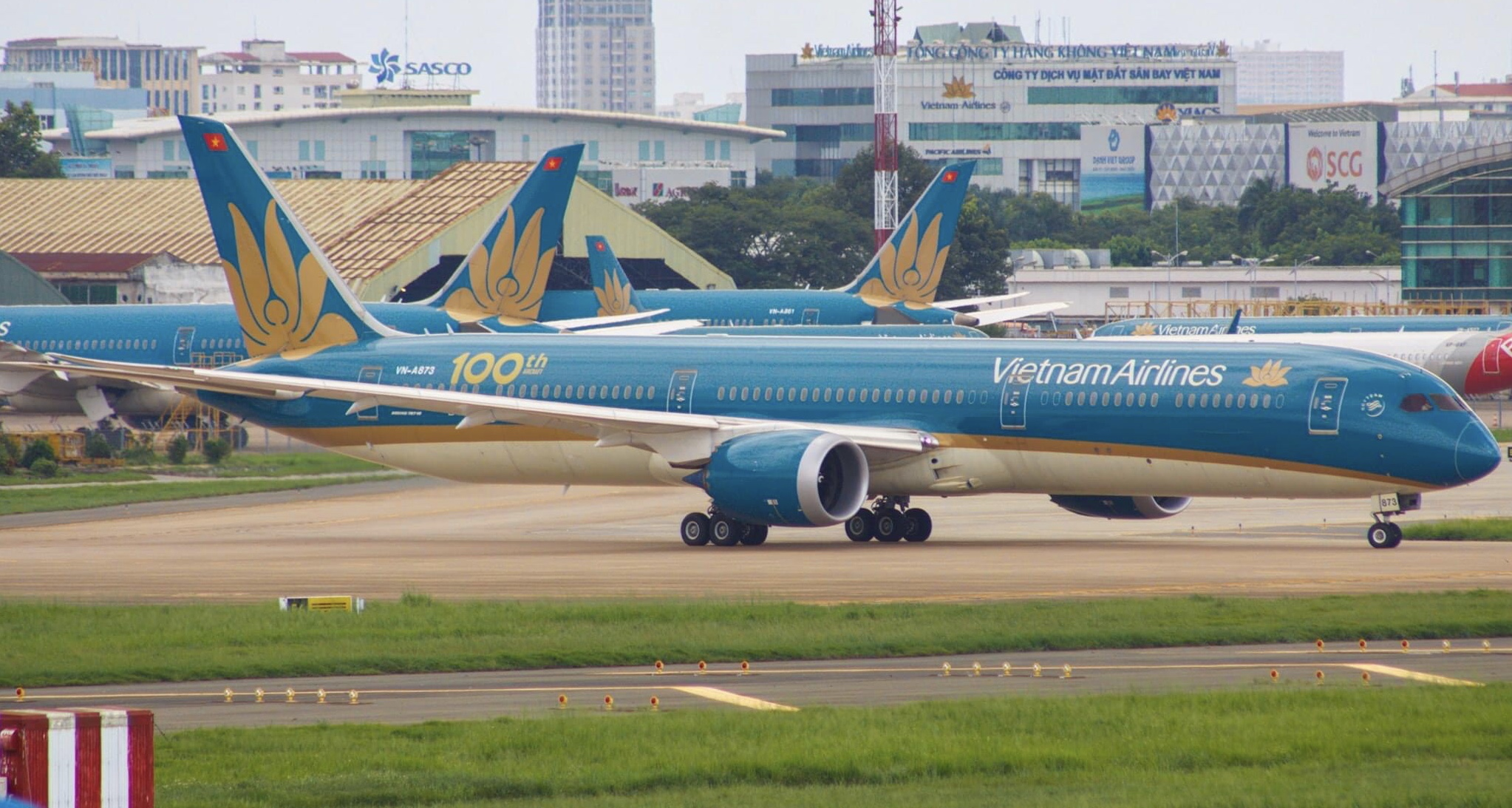
Boeing 787-10 (VN-A873) của Vietnam Airlines tại Sân bay quốc tế Tân Sơn Nhất

Việc thay thế cho dự án Sonic Cruiser đã được mệnh danh là 7E7 (với một tên mã triển khai Y2.) Chữ "E" được người ta cho rằng viết tắt của nhiều thứ khác nhau, tùy theo người xem. Đối với vài người, nó là viết tắt của chữ "hiệu quả" (efficiency), đối với người khác thì nó là "thân thiện với môi trường" (environmentally friendly). Tóm lại, Boeing tuyên bố nó chỉ là viết tắt của "Tám" (Eight), sau khi máy bay này cuối cùng đã được đặt tên lại là "787".
Máy bay 787 sử dụng công nghệ như công nghệ đã đề xuất cho Sonic Cruiser bằng một cấu hình thông thường hơn (xem Features). Boeing tuyên bố chiếc 787 sẽ tiết kiệm ít nhất 20% nhiên liệu hơn các máy bay cạnh tranh hiện hữu. 1/3 hiệu suất thu được là do động cơ mang lại, 1/3 nữa từ những cải tiến khí động lực và việc gia tăng sử dụng các vật liệu composite nhẹ hơn và 1/3 cuối cùng mang đến việc tăng hiệu suất nhiên liệu là các hệ thống tiên tiến. Nhân tố đóng góp đáng kể nhất cho hiệu suất là kiến trúc điện thay thế bleed air và sức thủy lực bằng các máy nén và bơm chạy điện. Công nghệ từ Sonic Cruiser và 787 sẽ được sử dụng như một phần của dự án Boeing thay thể cả dây chuyền sản phẩm máy bay, một nỗ lực được gọi là Yellowstone Project (mà 787 là giai đoạn 1 của nó).
Boeing đã lựa chọn hai loại động cơ là General Electric GEnx và Rolls-Royce Trent 1000, để lắp vào chiếc Boeing 787, cả hai đều được lắp đặt ở trong vỏ động cơ. Điều này đã nói lên sự bỏ rơi hãng Pratt & Whitney trong thương vụ sản xuất động cơ Boeing 787, thường được tham gia cung cấp cho thị trường hàng không đã không có khả năng tạo ra các đông cơ cho các dòng máy bay của 787.Theo giám đốc điều hành UTC George David, Pratt & Whitney "không thể tạo ra sản phẩm kinh doanh cho động cơ đó." Cũng theo các nguồn tin trong ngành, Boeing cũng có thể đã muốn dựa vào các phiên bản cải tiến của các loại động cơ hiện hữu hơn là lựa chọn có rủi ro cao hơn từ một loại động cơ hoàn toàn mới từ Pratt & Whitney. Lần đầu tiên trong lịch sử hàng không thương mại, cả hai loại động cơ sẽ có một giao diện tiêu chuẩn với máy bay này, lcho phép 787 có thể đồng thời hợp nhất với một động cơ GE hoặc Rolls-Royce. Tính toán khả năng có thể thay thế lẫn nhau của động cơ khiến cho 787 là một dòng máy bay  linh hoạt hơn cho các hãng hàng không,cho phép các hãng có thể thay đổi dễ dàng từ một nhà sản xuất động cơ này sang nhà sản xuất động cơ khác nếu cần. Thị trường động cơ cho 787 ước tính sẽ có trị giá 40 tỷ USD trong 25 năm tới.Động cơ ban đầu cho ba loại biến thể hiện nay của 787 là Rolls-Royce Trent 1000.
Việc cho ra đời một máy bay thương mại mới có thể dẫn đến các bình phẩm khác từ các đối thủ cạnh tranh.Sự hoài nghi của Boeing đối với Airbus A380 và các nhận xét chế nhạo của Airbus đối với Sonic Cruiser là các ví dụ gần đây.B787 cũng không phải là trường hợp ngoại lệ khi John Leahy của Airbus đã cố gắng bác bỏ lại tất cả đề xuất trước đó.
Yêu sách của Boeing đã khiến Leahy công khai chỉ trích việc Boeing sử dụng vật liệu composite với quy mô lớn trong 787 là "hấp tấp và lố bịch" dù Boeing đã chế tạo và thử nghiệm bộ phận làm bằng composite đầu tiên trong khi kiểm tra ý tưởng Sonic Cruiser gần 5 năm trước, giúp cho 787 là một sản phẩm thanh lịch đáng kể. Airbus đã đưa ra dòng máy bay cạnh tranh với Boeing 787 là A350 sử dụng dẫn xuất của động cơ phản lực cánh quạt Rolls Royce được phát triển cho 787.
787 đã trải qua thử nghiệm trong ống khí động học tại Transonic Wind Tunnel của Boeing, QinetiQ's Five—meter Wind Tunnel tại Farnborough, UK, và NASA Ames Research Center's Wind Tunnel, cũng như tại French aerodynamics research agency, ONERA.
Boeing đã công bố hãng đang có khả năng phát triển một phiên bản "kéo dài", 787-10, với sức chứa ghế ngồi từ 290-330 ghế.Do sức ép từ hai hãng hàng không chính là Emirates và Qantas .Cuối năm 2005,Boeing đã chấp thuận nghiên cứu một phiên bản kéo dài của B787-9 Dreamliner lên hơn 300 ghế đặt tên là B787-10 Dreamliner .Nhằm thay thế cho tàu bay Boeing 777-200ER  Phiên bản đề xuất này được dành để cạnh tranh với dòng máy bay Airbus A350-900. Chiếc 787-10 sẽ thay thế 777-200ER trong catalog hiện nay của Boeing và có thể cạnh tranh lại Airbus A330-300 và A340-300 hay Thậm chí là Airbus A350-900 XWB của chính Airbus Emirates Airlines và Qantas đã bày tỏ mối quan tâm đối với các phiên bản biến thể có thể đưa vào vận hành năm 2013 nhưng sau cùng chỉ mua phiên bản Boeing 787-9 Dreamliner. Biến thể này vẫn chưa được Boeing chính thức công bố nhưng Mike Bair, người đứng đầu chương trình 787 đã tuyên bố rằng "Đó không thành vấn đề, nhưng chúng tôi đang sắp thực hiện chương trình… Phiên bản 787-10 sẽ là một phiên bản kéo dài của 787-9 và sẽ phải cắt giảm về tầm bay để bổ sung thêm ghế và sức chứa hàng vận chuyển.Phiên bản 787-3 đã bị hủy bỏ vào năm 2010. "

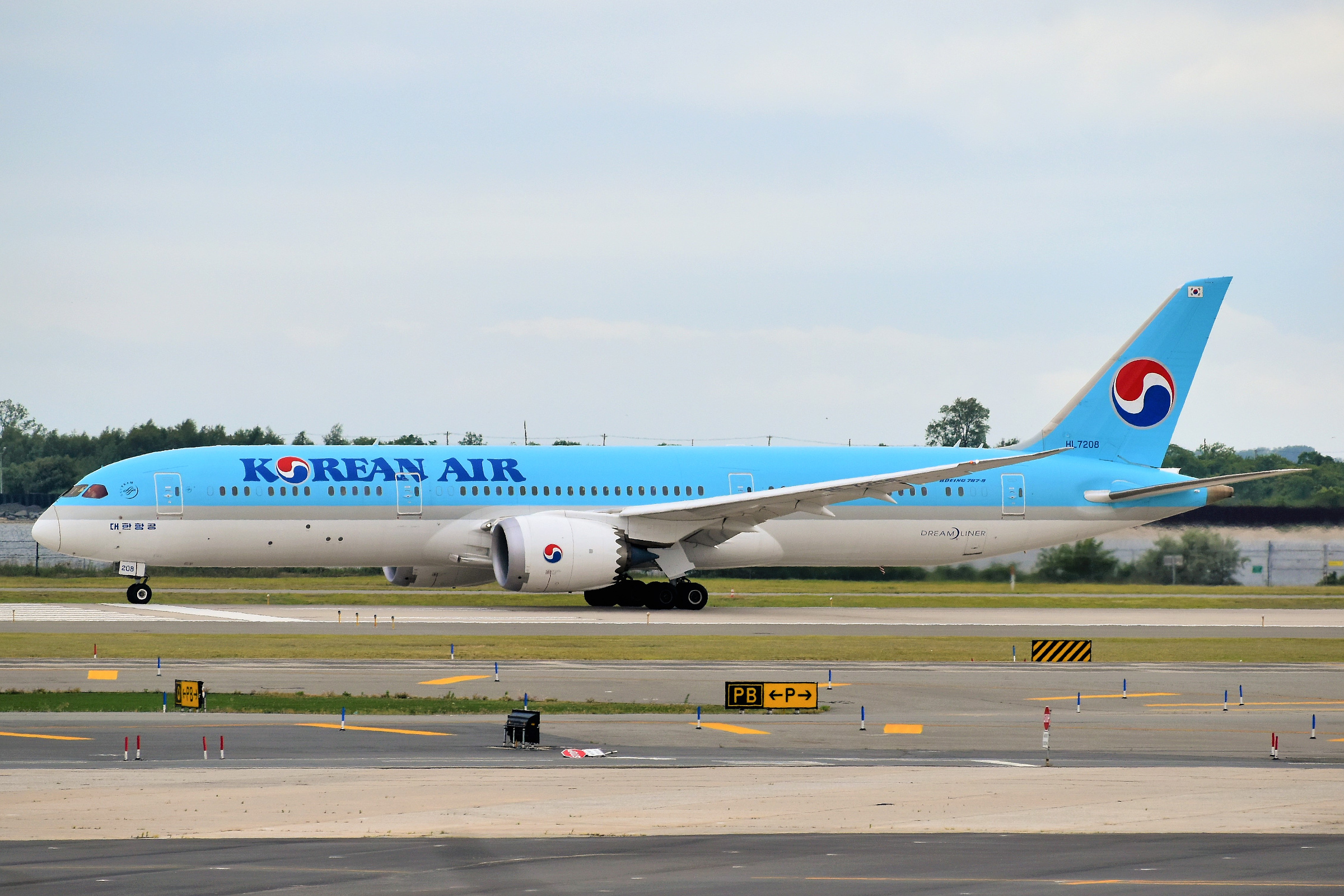
Boeing 787-9 của Korean Air cất cánh tại Sân bay quốc tế John F. Kennedy

Boeing đã cho công diễn chiếc 787 lần đầu vào ngày 8 tháng 7 năm 2007, ngày trùng với tên của 787 theo cách ghi lịch của Hoa Kỳ là tháng-ngày-năm (7/08/07).
Lần cất cánh đầu tiên của máy bay 787 là ngày 15 tháng 9 năm 2009, là chuyến cất cánh của máy bay 787-8. Chuyến bay kéo dài 3 giờ, do Phi Công Hạng Nhất Mike Carriker và Cơ Trưởng Randy Neville, đã thực hiện một số thử nghiệm về cấu trúc và chức năng hoạt động của máy bay.
Máy bay đầu tiên được bàn giao cho ANA vào năm 2011.
Tính đến tháng 11 năm 2019, đã có 80 hãng hàng không đặt hàng loại máy bay 787 này, với tổng số đặt hàng hơn 1,400 chiếc.

## Thiểt kế

### Sơ lược
Boeing 787 Dreamliner là máy bay phản lực đường dài, thân rộng, hai động cơ, có kết cấu trọng lượng nhẹ. Máy bay được làm bằng vật liệu composite 80% theo khối lượng; Boeing liệt kê các vật liệu của mình theo trọng lượng là 50% composite, 20% nhôm, 15% titan, 10% thép và 5% khác. Nhôm được sử dụng khắp các gờ dẫn đầu của cánh và đuôi, titan chủ yếu hiện diện trong các bộ phận của động cơ và ốc vít, trong khi các bộ phận riêng lẻ khác nhau được cấu tạo từ thép.
Các đặc điểm bên ngoài bao gồm đường viền mũi nhẵn, đầu cánh có rãnh và nan động cơ với các cạnh răng cưa giúp giảm tiếng ồn. Biến thể 787 tầm xa nhất có thể bay tới 7.635 nmi (14.140 km), hoặc chuyến bay của Qantas thậm chí dài hơn từ Perth đến London (Heathrow) với tổng quãng đường dài hơn 7.828 nmi (14.497 km). Tốc độ bay của nó là Mach 0,85 (488 kn; 903 km/h). Máy bay có tuổi thọ thiết kế là 44.000 chu kỳ bay.

### Hệ thống bay
Có một sự thay đổi quan trọng so với các máy bay trước là hệ thống chạy bằng điện. Thay thế không khí nén bằng máy nén chạy bằng điện và bốn trong sáu nguồn thủy lực với các máy bơm dẫn động bằng điện, đồng thời loại bỏ hoàn toàn khí nén và thủy lực khỏi một số hệ thống con, ví dụ: bộ khởi động động cơ và phanh. Boeing nói rằng hệ thống này tiết kiệm 35% điện năng từ động cơ, cho phép tăng lực đẩy và cải thiện hiệu suất nhiên liệu. Tổng công suất điện có sẵn trên tàu là 1,45 megawatt, gấp năm lần công suất có trên máy bay khí nén thông thường; các hệ thống điện đáng chú ý bao gồm khởi động động cơ, điều áp cabin, bộ ổn định ngang và phanh bánh xe. Bảo vệ băng cánh là một hệ thống mới khác, nó sử dụng thảm sưởi điện-nhiệt trên các thanh cánh thay vì không khí nóng truyền thống. Một hệ thống giảm gió giật chủ động, tương tự như hệ thống được sử dụng trên máy bay ném bom B-2, cải thiện chất lượng bay trong điều kiện bay trong nhiễu động không khí.
Máy bay 787 có hệ thống điều khiển "fly-by-wire" tương tự như thiết kế của Boeing 777. Buồng lái máy bay trang bị màn hình LCD đa chức năng, sử dụng bộ công cụ phụ tùng giao diện người dùng đồ họa tiêu chuẩn ngành (Giao diện hệ thống hiển thị buồng lái cho người dùng Hệ thống/ARINC 661). Buồng lái Boeing 787 bao gồm hai màn hình hiển thị (HUD) như một tính năng tiêu chuẩn. Giống như các máy bay Boeing khác, Boeing 787 sử dụng một cần lái (trái ngược với bộ điều khiển thanh bên). Đang được xem xét là việc tích hợp camera hồng ngoại nhìn về phía trước vào HUD trong tương lai để cảm biến nhiệt, cho phép phi công "nhìn" xuyên qua các đám mây.
Honeywell và Rockwell Collins cung cấp hệ thống điều khiển, hướng dẫn chuyến bay và các hệ thống điện tử hàng không khác, bao gồm hệ thống dẫn đường tự động kép tiêu chuẩn, Thales cung cấp màn hình hiển thị chuyến bay ở chế độ chờ tích hợp và quản lý năng lượng, trong khi 
Meggitt/Securaplane cung cấp hệ thống khởi động bộ nguồn phụ (APU), hệ thống chuyển đổi năng lượng điện và hệ thống điều khiển pin bằng pin lithium coban oxit (LiCoO2) của GS Yuasa. Một trong hai viên pin nặng 28,5 kg và có công suất 29,6 V, 76 Ah, cho 2,2 kWh. Việc sạc pin được kiểm soát bởi bốn hệ thống độc lập để tránh sạc quá mức, sau quá trình thử nghiệm ban đầu trong phòng thí nghiệm. Hệ thống pin là trọng tâm của một cuộc điều tra theo quy định do nhiều vụ cháy pin lithium.
Hệ thống -9/10 điều khiển dòng chảy tầng kết hợp (HLFC) trì hoãn quá trình chuyển đổi quan trọng từ dòng chảy tầng sang dòng chảy hỗn loạn càng xa càng tốt trên đuôi thẳng đứng bằng cách hút thụ động từ các lỗ ở mép trước đến các cửa áp suất thấp vây giữa, nhưng đã rơi khỏi máy bay đuôi do lợi ích thấp hơn so với mức độ phức tạp và chi phí bổ sung.

### Vật liệu composite
B787 là máy bay thương mại lớn đầu tiên có thân máy bay làm bằng composite, cánh composite và sử dụng vật liệu tổng hợp trong hầu hết các thành phần khung máy bay khác. Mỗi chiếc 787 chứa khoảng 35 tấn Polyme gia cố sợi carbon (CFRP), được làm bằng 23 tấn sợi carbon. Vật liệu tổng hợp sợi carbon có tỷ lệ độ bền trên trọng lượng cao hơn so với vật liệu máy bay thông thường và giúp B787 trở thành máy bay nhẹ hơn. Vật liệu tổng hợp được sử dụng trên thân máy bay, cánh, đuôi, cửa và nội thất. Boeing đã chế tạo và thử nghiệm phần composite của máy bay thương mại đầu tiên trong khi nghiên cứu đề xuất Sonic Cruiser vào đầu những năm 2000. Cấu trúc sơ cấp carbon/epoxy đầu tiên được đưa vào trang bị trên Boeing 737 Classic vào năm 1984, và việc sử dụng cấu trúc composite nhiều nhất là 60% trong Boeing – Sikorsky RAH-66 Comanche.
Sợi carbon, không giống như kim loại, không hiển thị rõ ràng các vết nứt, gây ra lo ngại về rủi ro an toàn khi sử dụng rộng rãi vật liệu này; đối thủ Airbus A350 sử dụng các tấm composite trên khung, một cách tiếp cận thông thường hơn, mà các nhà thầu của hãng coi là ít rủi ro hơn. Mặc dù bị sa thải vào năm 2006, kỹ sư Vince Weldon của Boeing đã phàn nàn với ban quản lý, và sau đó là công khai rằng: thân máy bay composite không an toàn so với các thiết kế nhôm thông thường, và trong một vụ tai nạn, nhiều khả năng "vỡ quá dễ dàng và bốc cháy với khói độc".
Ngoài ra, một vấn đề tiềm ẩn là tính xốp của vật liệu composite: hơi ẩm thu được mở rộng theo độ cao có thể gây ra hiện tượng tách lớp. Boeing trả lời rằng vật liệu tổng hợp đã được sử dụng trên cánh và các bộ phận máy bay chở khách khác trong nhiều năm mà không xảy ra sự cố và quy trình phát hiện lỗi đặc biệt sẽ được thiết lập cho 787 để phát hiện bất kỳ thiệt hại tiềm ẩn nào.
Năm 2006, Boeing đã khởi động chương trình 787 GoldCare. Đây là một dịch vụ quản lý vòng đời toàn diện, tùy chọn, theo đó các máy bay trong chương trình được giám sát và sửa chữa thường xuyên khi cần thiết. Boeing cũng đang thiết kế và thử nghiệm phần cứng composite nên việc kiểm tra chủ yếu là trực quan. Điều này làm giảm nhu cầu về siêu âm và các phương pháp kiểm tra không trực quan khác, tiết kiệm thời gian và tiền bạc.

### Động cơ
787 trang bị hai động cơ sử dụng hệ thống không chảy hoàn toàn bằng điện, loại bỏ các ống dẫn khí quá nhiệt thường được sử dụng cho nguồn điện máy bay, khử đóng băng và các chức năng khác. Là một phần của dự án "Trình trình diễn Công nghệ Yên lặng 2", Boeing đã áp dụng một số công nghệ giảm tiếng ồn động cơ cho máy bay 787. Chúng bao gồm một cửa hút gió chứa vật liệu hấp thụ âm thanh và nắp ống xả có họa tiết răng vằn trên vành để tạo sự êm ái hơn. trộn khí thải và không khí bên ngoài. Boeing kỳ vọng những phát triển này sẽ giúp máy bay 787 yên tĩnh hơn đáng kể cả trong và ngoài. Các biện pháp giảm tiếng ồn ngăn chặn âm thanh trên 85 decibel ra khỏi ranh giới sân bay.
Hai kiểu động cơ khác nhau tương thích với 787 sử dụng giao diện điện tiêu chuẩn cho phép máy bay được lắp động cơ Rolls-Royce Trent 1000 hoặc General Electric GEnx-1B. Khả năng thay thế lẫn nhau này nhằm mục đích tiết kiệm thời gian và chi phí khi thay đổi loại động cơ; trong khi các máy bay trước đây có thể đổi động cơ lấy động cơ của một nhà sản xuất khác, chi phí cao và thời gian cần thiết. Năm 2006, Boeing đã giải quyết các báo cáo về thời gian thay đổi kéo dài bằng cách nói rằng việc hoán đổi động cơ 787 dự kiến mất 24 giờ.
Năm 2016, Rolls-Royce bắt đầu bay thử động cơ Trent 1000 TEN. Nó có một hệ thống máy nén mới dựa trên máy nén trong động cơ Rolls-Royce Trent XWB và một thiết kế tuabin mới để tăng thêm lực đẩy, lên tới 78.000 lbf (350 kN). Rolls-Royce có kế hoạch cung cấp trên B787-8, 9 và 10. Vào đầu năm 2020, trong số 1484 đơn đặt hàng, 905 GE đã chọn (61,0%), 476 RR được chọn (32,1%) và 103 đơn hàng chưa quyết định (6,90%).

## Biến thể

### 787-8

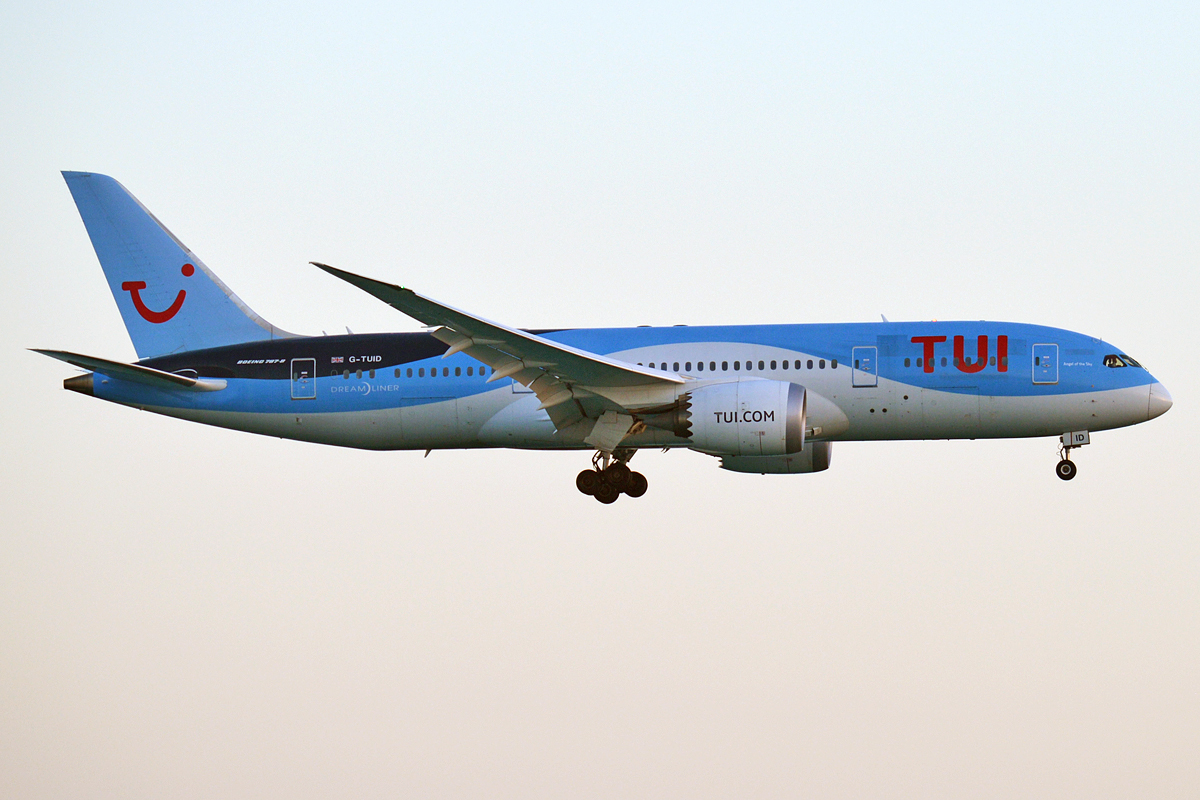
Boeing 787-8 của TUI Airways tại Sân bay quốc tế Phuket

Với sức chứa 242 hành khách và tầm bay 13.621 km, 787-8 là mẫu cơ sở của dòng 787 và là chiếc đầu tiên được đưa vào phục vụ năm 2011. 787-8 được nhắm mục tiêu thay thế Boeing 767-200ER và -300ER, cũng như mở rộng sang các thị trường mới, nơi các máy bay lớn hơn sẽ không hiệu quả về mặt kinh tế. Tính đến tháng 10/2019, khoảng 29% trong số 787 đơn đặt hàng là 787-8 với 366 chiếc đã được giao. Vào năm 2018, Boeing cho biết họ sẽ thay đổi sản xuất 787-8 để nâng cao mức độ phổ biến của nó với 787-9 trên 30% hiện tại để giống với mức chung 95% giữa 787-9 và 787-10. Khi được tung ra thị trường, một chiếc B787-8 mới chỉ đắt hơn một chút so với B767-300ER, được định giá mới 85 triệu USD vào thời điểm đỉnh cao những năm 1990, nhưng nó đã đắt hơn 20%.

### 787-9

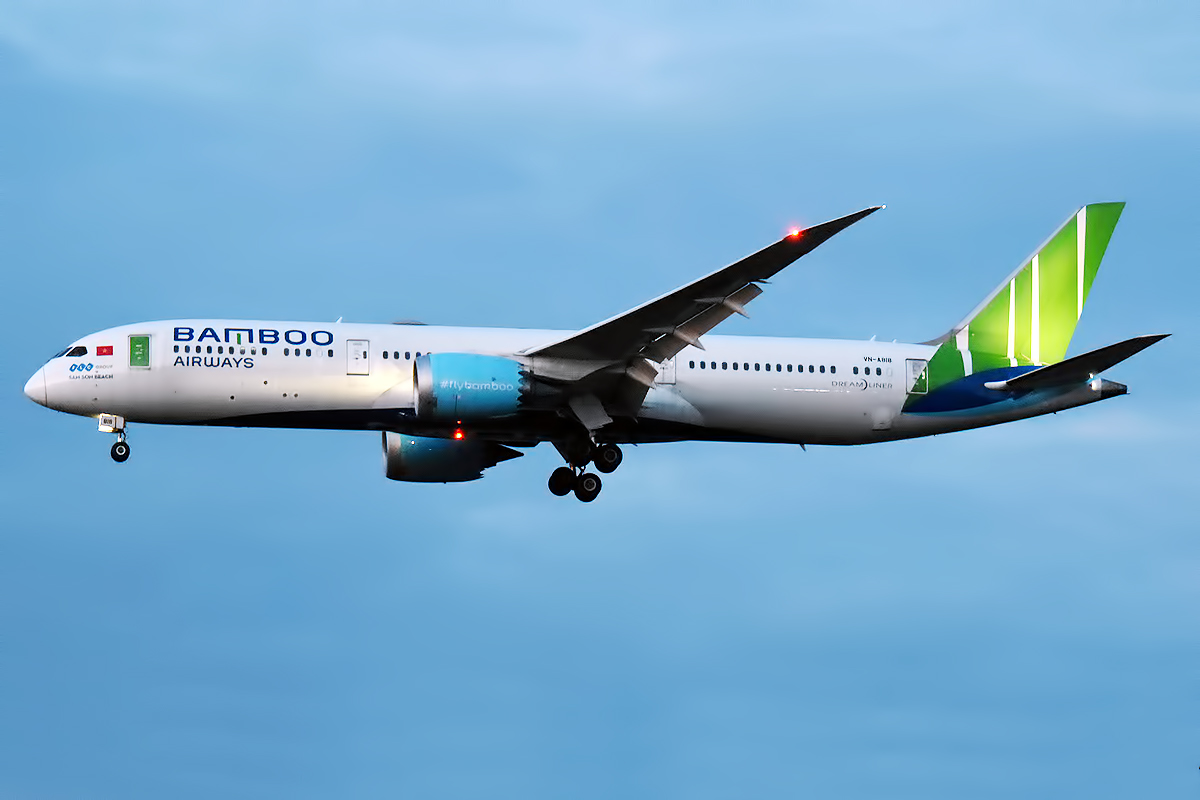
Boeing 787-9 của Bamboo Airways

Với việc thiết kế sải cánh tương tự như 787-8, 787-9 là một biến thể được kéo dài và tăng cường sức mạnh với thân máy bay dài hơn 6,1 m và trọng lượng cất cánh tối đa (MTOW) cao hơn 24.700 kg, có sức chứa 280 hành khách trong bố trí ba hạng ghế. tầm bay đạt 14.140 km. Nó có tính năng kiểm soát lớp ranh giới chủ động trên bề mặt đuôi, giảm lực cản.
787-9 thực hiện chuyến bay đầu tiên từ Paine Field vào ngày 17/9/2013. Đến ngày 8/11/2013, nó đã bay được 141 giờ. Một chiếc 787-9 đã được trưng bày tĩnh tại Triển lãm Hàng không Farnborough 2014 trước khi giao hàng lần đầu. Vào ngày 8/7/2014, khách hàng đầu tiên Air New Zealand đã mang chiếc máy bay 787-9 đầu tiên của mình với màu đen tuyền đặc biệt trong một buổi lễ tại Paine Field. Chuyến bay thương mại đầu tiên của hãng từ Auckland đến Sydney vào ngày 9/8/2014.
787-9 đã bắt đầu bay thương mại với All Nippon Airways vào ngày 7/8/2014. United Airlines sẽ bắt đầu chuyến bay thẳng dài nhất theo lịch trình giữa Los Angeles và Melbourne vào tháng 10/2014. Air China khai thác chuyến bay giữa Bắc Kinh và Thành Đô vào tháng 5/2016. Tính đến tháng 10/2019, 57% trong tổng số 787 đơn đặt hàng là cho 787-9, với 498 chiếc giao hàng. Một chiếc 787-9 năm 2014 được cho thuê với giá 1,05 triệu USD mỗi tháng và giảm xuống còn 925.000 USD mỗi tháng vào năm 2018.
787-8 và 787-9 có 50% điểm giống nhau: cánh, thân máy bay và các hệ thống của 787-8 đã yêu cầu sửa đổi để đạt được các mục tiêu về phạm vi tải trọng của 787-9. Sau một cuộc cải tiến lớn của cánh 787-8 ban đầu, cấu hình mới nhất cho 787-9 và 787-10 là sự phát triển thiết kế thứ tư.
Ngày 25/3/2018, một chiếc 787-9 của Qantas đã hoàn thành chuyến bay thẳng giữa Úc và Vương quốc Anh với thời gian bay mười bảy giờ từ Perth đến London Heathrow. Vào ngày 20/10/2019, một chiếc 787-9 của Qantas đã được bay thử nghiệm từ New York đến Sydney với trọng tải hạn chế. Một nhóm các nhà nghiên cứu đã theo dõi hành khách và phi hành đoàn để điều tra sức khỏe và hiệu suất trên các chuyến bay dài.

### 787-10

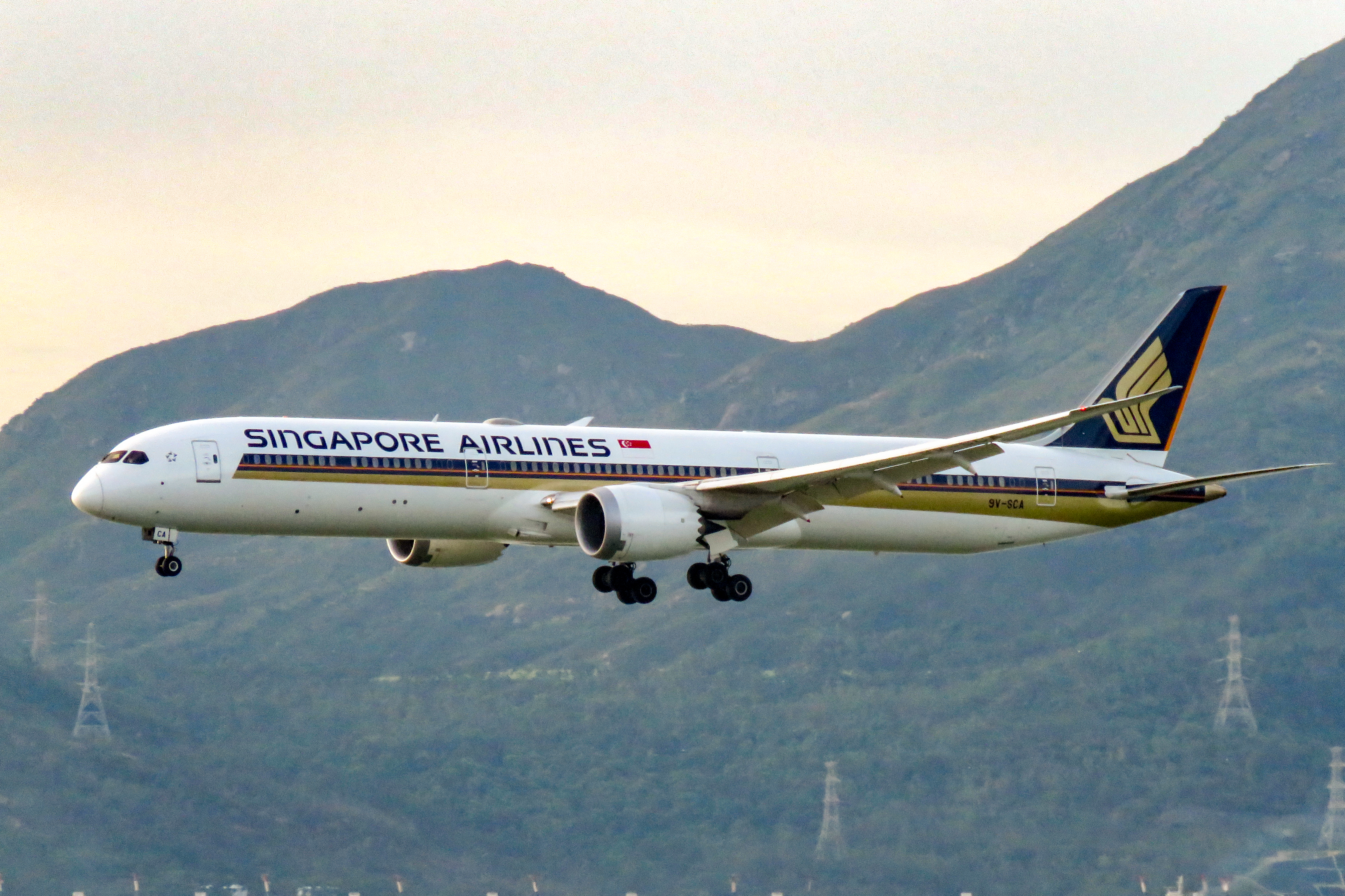
Boeing 787-10 của Singapore Airlines

Vào tháng 12/2005, với việc thúc đẩy bởi sự quan tâm của Emirates và Qantas, Boeing đang nghiên cứu khả năng kéo dài thêm dòng máy bay 787-9 với số ghế từ 290 đến 310 hành khách. Biến thể này sẽ tương tự như sức chứa của Airbus A350-900 và Boeing 777-200ER. Các cuộc thảo luận với khách hàng vẫn tiếp tục vào đầu năm 2006. Mike Bair, phó chủ tịch kiêm tổng giám đốc chương trình phát triển 787 của Boeing vào thời điểm đó, cho biết việc phát triển 787-10 sẽ dễ dàng hơn sau khi các khách hàng khác làm theo yêu cầu của Emirates.
Biến thể được hình dung là thay thế các máy bay Boeing 777-200, Airbus A330 và Airbus A340. 787-10 còn cạnh tranh với Airbus A350-900. Theo Boeing, nó mang lại hiệu quả kinh tế tốt hơn so với Airbus A350 trên các đường bay ngắn hơn. Steven Udvar-Hazy cho biết "Nếu nó được cấu hình giống hệt nhau, 787-10 có một chút lợi thế so với A350-900", nhưng nhỏ hơn ước tính của Boeing là 10%. Máy bay 787-10 dài 68 m, sức chứa 330 hành khách trong cấu hình hai hạng ghế và có tầm bay 11.910 km.
Boeing đã hoàn thành thiết kế chi tiết cho 787-10 vào ngày 2/12/2015. Việc lắp ráp chính bắt đầu vào tháng 3/2016. Các nhà thiết kế đã nhắm mục tiêu 90% tính tương đồng giữa 787-9 và 787-10 và đạt được 95%; độ giãn 18 ft đạt được bằng cách tăng thêm 10 ft về phía trước của cánh và 8 ft về phía sau, và bằng cách tăng cường thân máy bay để chịu tải trọng uốn trong hộp cánh trung tâm. Do chiều dài và cần có thêm lớp bảo vệ chống va đập ở đuôi, một càng hạ cánh được cắt rời cho phép quay qua các bánh sau chứ không phải ở trung tâm bogie như 777-300ER và hệ thống điều hòa không khí trong cabin có công suất lớn hơn 15%. Nền tảng thử nghiệm 787-10 đầu tiên và thứ ba kết hợp động cơ Trent 1000 TEN mới của Rolls-Royce, trong khi bệ thứ hai được trang bị động cơ cạnh tranh General Electric GEnx-1B.
Phần thân máy bay 8,7% kéo dài từ 787-9 đến 787-10 có thể làm tăng trọng lượng rỗng với tỷ lệ thấp hơn mức tăng 7,4% từ 787-8 đến 787-9 do giãn 10,7%. Phần mềm làm tăng hiệu quả của cánh đuôi để tránh sửa đổi nó. Với cùng một cánh nhưng thân máy bay dài hơn 787-9, biên độ cánh quạt được giảm xuống cho 787-10 nhưng để tránh làm cứng cánh hoặc thêm đối trọng đầu cánh cho tính tương đồng, phần mềm sẽ dao động thang máy trong hệ thống triệt tiêu chế độ thẳng đứng (F0VMS), tương tự như hệ thống giảm tải gió giật dọc.
Ngày 30/5/2013, Singapore Airlines đã trở thành khách hàng đầu tiên khi tuyên bố sẽ đặt hàng 30 chiếc 787-10 (với điều kiện Boeing đã khởi động chương trình), sẽ được giao trong năm 2018–2019. Ngày 18/6/2013, Boeing đã chính thức ra mắt chiếc 787-10 tại Triển lãm Hàng không Paris, với các đơn đặt hàng hoặc cam kết mua 102 chiếc từ Air Lease Corporation (30 chiếc), Singapore Airlines (30 chiếc), United Airlines (20 chiếc), British Airways (12 chiếc) và GE Capital Aviation Services (10). Tính đến tháng 8/2020, 787-10 có 211 đơn đặt hàng, trong đó 58 chiếc đã được giao, 7 chiếc đang được cất giữ.
Tháng 1/2018, 787-10 đã được FAA chứng nhận sau khi thử nghiệm trong 900 giờ bay. Boeing đã nhận được giấy chứng nhận sản xuất vào ngày 15 tháng 2.

### BBJ 787

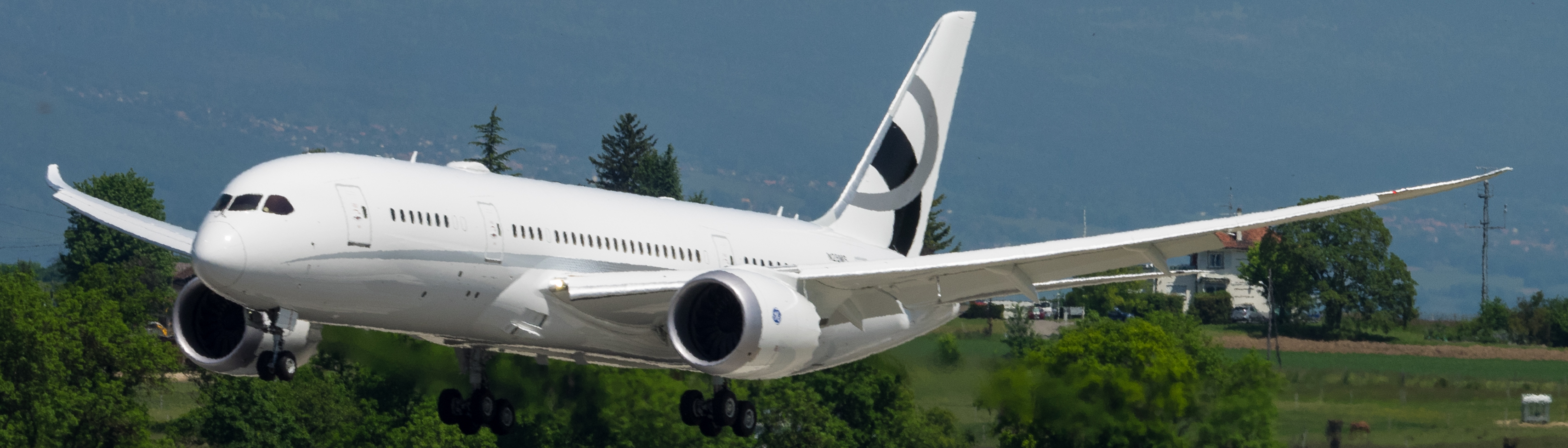
Boeing 787-8 VIP của Jet Aviation

Máy bay 787-8 và 787-9 được thiết kế dưới dạng Boeing Business Jets, chiếc đầu tiên có diện tích sàn 224,4 m2 và tầm bay đạt được là 18.418 km, chiếc còn lại là 257,8 m2 và tầm bay đạt được 17,566 km, cả hai đều chở 25 hành khách. Tính đến tháng 6/2018, 15 chiếc đã được đặt hàng, 12 chiếc đã được giao và 4 chiếc đang được đưa vào sử dụng.

### 787-3 (Phiên bản này đã dừng lại)
Chiếc 787-3 chở được 290–330 hành khách trong hai hạng ghế với tầm bay từ 4.630–5.650 km, bị giới hạn bởi 165 tấn MTOW. Vào tháng 4/2008, để giữ cho 787-8 đúng tiến độ giao hàng, 787-9 đã được hoãn lại từ năm 2010 đến ít nhất là 2012 và được ưu tiên trước 787-3 và 43 đơn đặt hàng  mà không có ngày giao hàng chắc chắn.
787-3 vẫn giữ chiều dài như 787-8 với sải cánh 51,7 m. Nó được thiết kế để hoạt động trên các đường bay khu vực cỡ Boeing 757-300 hay Boeing 767-200 từ các sân bay có không gian về sân đỗ sử dụng ống lồng nối vào nhà ga bị hạn chế. Sải cánh đã giảm xuống bằng cách sử dụng các cánh nhỏ pha trộn thay vì các đầu cánh cong.

## Đơn đặt hàng đã bàn giao

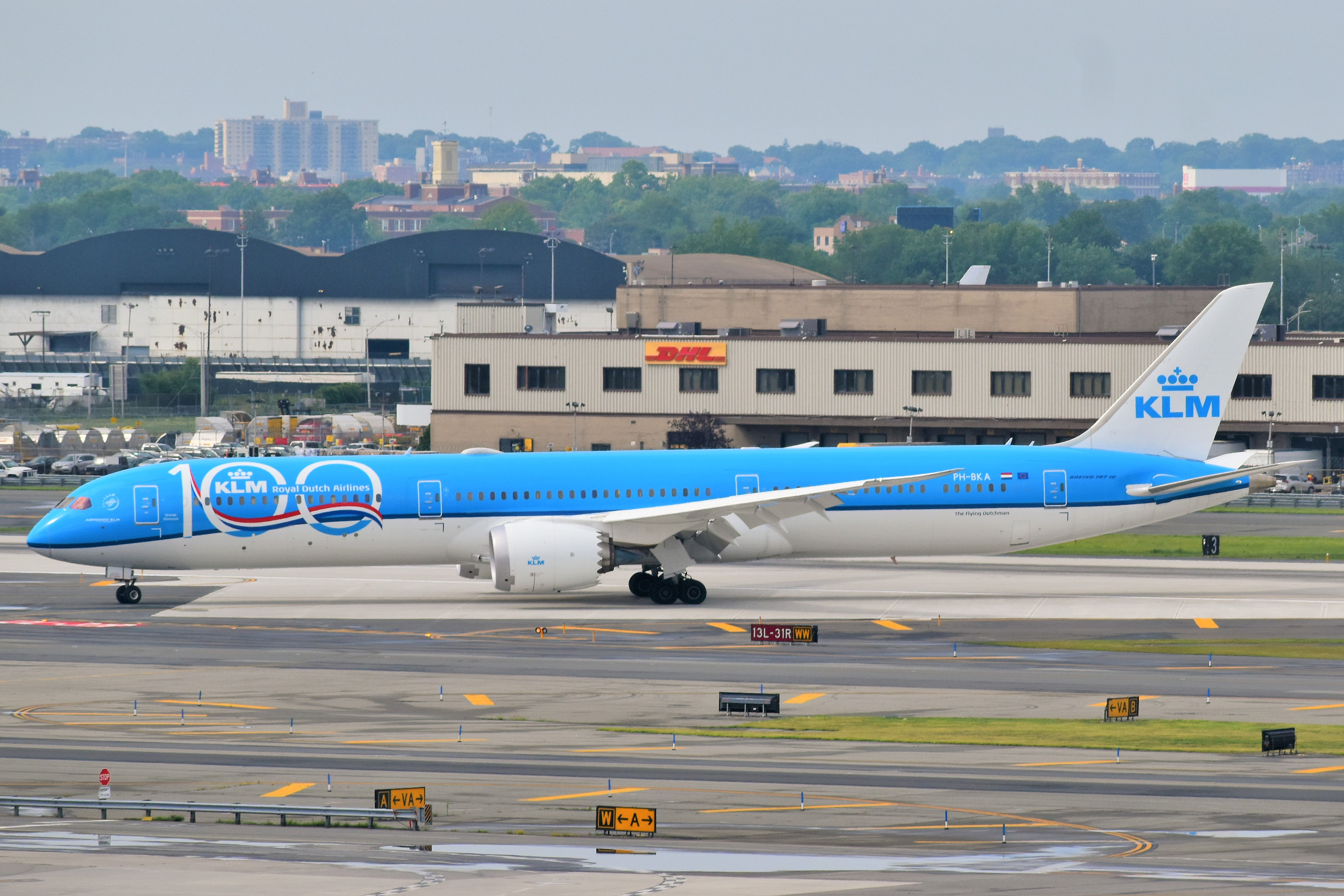
Boeing 787-10 của KLM kỉ niệm 100 năm thành lập

| Phiên bản | Đặt hàng | Giao hàng | Không rõ |
| 787-8     | 416      | 377       | 39       |
| 787-9     | 894      | 568       | 326      |
| 787-10    | 184      | 61        | 123      |
| Tổng cộng | 1,494    | 1,006     | 488      |

| Phiên bản | 2004 | 2005 | 2006 | 2007 | 2008 | 2009 | 2010 | 2011 | 2012 | 2013 | 2014 | 2015 | 2016 | 2017 | 2018 | 2019 | 2020 | 2021 | Tổng  |
| 787-8     | –    | –    | –    | –    | –    | –    | –    | 3    | 46   | 65   | 104  | 71   | 35   | 26   | 10   | 10   | 5    | 2    | 377   |
| 787-9     | –    | –    | –    | –    | –    | –    | –    | –    | –    | –    | 10   | 64   | 102  | 110  | 120  | 114  | 36   | 12   | 568   |
| 787-10    | –    | –    | –    | –    | –    | –    | –    | –    | –    | –    | –    | –    | –    | –    | 15   | 34   | 12   | –    | 61    |
| Tổng cộng | –    | –    | –    | –    | –    | –    | –    | 3    | 46   | 65   | 114  | 135  | 137  | 136  | 145  | 158  | 53   | 14   | 1,006 |

| Quốc gia                                | Hãng hàng không           | 787-8 | 787-9 | 787-10 | Tổng cộng |
| México                                  | Aeroméxico                | 8     | 10    | —      | 18        |
| Réunion                                 | Air Austral               | 2     | —     | —      | 2         |
| Canada                                  | Air Canada                | 8     | 29    | —      | 37        |
| Trung Quốc                              | Air China                 | —     | 14    | —      | 14        |
| Tây Ban Nha                             | Air Europa                | 8     | 10    | —      | 18        |
| Pháp                                    | Air France                | —     | 10    | —      | 10        |
| Ấn Độ                                   | Air India                 | 27    | —     | —      | 27        |
| New Zealand                             | Air New Zealand           | —     | 14    | —      | 14        |
| Hàn Quốc                                | Air Premia                | —     | 1     | —      | 1         |
| Polynésie thuộc Pháp                    | Air Tahiti Nui            | —     | 4     | —      | 4         |
| Tanzania                                | Air Tanzania              | 2     | —     | —      | 2         |
| Nhật Bản                                | All Nippon Airways        | 36    | 39    | 2      | 77        |
| Hoa Kỳ                                  | American Airlines         | 24    | 22    | —      | 46        |
| Colombia                                | Avianca                   | 13    | 1     | —      | 14        |
| Azerbaijan                              | Azerbaijan Airlines       | 2     | —     | —      | 2         |
| Việt Nam                                | Bamboo Airways            | —     | 4     | —      | 4         |
| Bangladesh                              | Biman Bangladesh Airlines | 4     | 2     | —      | 6         |
| Vương quốc Liên hiệp Anh và Bắc Ireland | British Airways           | 12    | 18    | 2      | 32        |
| Trung Quốc                              | China Eastern Airlines    | —     | 3     | —      | 3         |
| Trung Quốc                              | China Southern Airlines   | 10    | 17    | —      | 27        |
| Aruba                                   | Comlux Aruba              | 1     | —     | —      | 1         |
| Ai Cập                                  | EgyptAir                  | —     | 6     | —      | 6         |
| Israel                                  | El Al                     | 3     | 12    | —      | 15        |
| Ethiopia                                | Ethiopian Airlines        | 19    | 8     | —      | 27        |
| Các Tiểu vương quốc Ả Rập Thống nhất    | Etihad Airways            | —     | 30    | 9      | 39        |
| Đài Loan                                | EVA Air                   | —     | 4     | 6      | 10        |
| Bahrain                                 | Gulf Air                  | —     | 7     | —      | 7         |
| Trung Quốc                              | Hainan Airlines           | 10    | 28    | —      | 38        |
| Nhật Bản                                | Japan Airlines            | 27    | 22    | —      | 49        |
| Úc                                      | Jetstar Airways           | 11    | —     | —      | 11        |
| Trung Quốc                              | Juneyao Airlines          | —     | 6     | —      | 6         |
| Kenya                                   | Kenya Airways             | 9     | —     | —      | 9         |
| Hà Lan                                  | KLM                       | —     | 13    | 5      | 18        |
| Hàn Quốc                                | Korean Air                | —     | 10    | —      | 10        |
| Brasil                                  | LATAM Brasil              | —     | 1     | —      | 1         |
| Chile                                   | LATAM Chile               | 10    | 14    | —      | 24        |
| Ba Lan                                  | LOT Polish Airlines       | 8     | 9     | —      | 17        |
| Ý                                       | Neos                      | —     | 6     | —      | 6         |
| Oman                                    | Oman Air                  | 2     | 7     | —      | 9         |
| Úc                                      | Qantas                    | —     | 11    | —      | 11        |
| Qatar                                   | Qatar Airways             | 30    | 7     | —      | 37        |
| Maroc                                   | Royal Air Maroc           | 5     | 4     | —      | 9         |
| Brunei                                  | Royal Brunei Airlines     | 5     | —     | —      | 5         |
| Jordan                                  | Royal Jordanian           | 7     | —     | —      | 7         |
| Ả Rập Xê Út                             | Saudia                    | —     | 13    | 5      | 18        |
| Singapore                               | Scoot                     | 10    | 10    | —      | 20        |
| Trung Quốc                              | Shanghai Airlines         | —     | 7     | —      | 7         |
| Singapore                               | Singapore Airlines        | —     | —     | 15     | 15        |
| Trung Quốc                              | Suparna Airlines          | —     | 2     | —      | 2         |
| Thái Lan                                | Thai Airways              | 6     | 2     | —      | 8         |
| Vương quốc Liên hiệp Anh và Bắc Ireland | TUI Airways               | 8     | 4     | —      | 12        |
| Bỉ                                      | TUI fly Belgium           | 2     | —     | —      | 2         |
| Hà Lan                                  | TUI fly Netherlands       | 3     | —     | —      | 3         |
| Thụy Điển                               | TUI fly Nordic            | —     | 2     | —      | 2         |
| Thổ Nhĩ Kỳ                              | Turkish Airlines          | —     | 15    | —      | 15        |
| Hoa Kỳ                                  | United Airlines           | 12    | 38    | 13     | 63        |
| Uzbekistan                              | Uzbekistan Airways        | 7     | —     | —      | 7         |
| Việt Nam                                | Vietnam Airlines          | —     | 11    | 5      | 16        |
| Vương quốc Liên hiệp Anh và Bắc Ireland | Virgin Atlantic           | —     | 17    | —      | 17        |
| Ấn Độ                                   | Vistara                   | —     | 2     | —      | 2         |
| Canada                                  | WestJet                   | —     | 6     | —      | 6         |
| Trung Quốc                              | Xiamen Air                | 6     | 6     | —      | 12        |
| Nhật Bản                                | ZIPAIR                    | 2     | —     | —      | 2         |
| Tổng cộng                               | 63                        | 359   | 537   | 61     | 957       |

Tính đến ngày 27/12/2021.

## Các thông số kỹ thuật
| Loại                                                                                     | 787-8                                                | 787-9                                                | 787-10                                               |
| ---------------------------------------------------------------------------------------- | ---------------------------------------------------- | ---------------------------------------------------- | ---------------------------------------------------- |
| Số phi công                                                                              | 2                                                    | 2                                                    | 2                                                    |
| Số khách                                                                                 | 24J 218Y                                             | 28J 262Y                                             | 32J 298Y                                             |
| Số khách                                                                                 | 359Y (Giới hạn thoát hiểm FAA = 381)                 | 406Y (Giới hạn thoát hiểm FAA = 420)                 | 440Y (Giới hạn thoát hiểm FAA = 440)                 |
| Chiều dài                                                                                | 186 ft 1 in (56,72 m)                                | 206 ft 1 in (62,81 m)                                | 224 ft (68,28 m)                                     |
| Sải cánh                                                                                 | 197 ft 3 in (60,12 m)                                | 197 ft 3 in (60,12 m)                                | 197 ft 3 in (60,12 m)                                |
| Góc cụp cánh                                                                             | 32,2°                                                | 32,2°                                                | 32,2°                                                |
| Chiều cao                                                                                | 55 ft 10 in (17,02 m)                                | 55 ft 10 in (17,02 m)                                | 55 ft 10 in (17,02 m)                                |
| Chiều rộng cabin                                                                         | 18 ft 0 in (5,49 m)                                  | 18 ft 0 in (5,49 m)                                  | 18 ft 0 in (5,49 m)                                  |
| Kích cỡ thân máy bay                                                                     | Cao: 19 ft 6 in (5,94 m) Rộng: 18 ft 11 in (5,77 m)  | Cao: 19 ft 6 in (5,94 m) Rộng: 18 ft 11 in (5,77 m)  | Cao: 19 ft 6 in (5,94 m) Rộng: 18 ft 11 in (5,77 m)  |
| Sức chứa hàng                                                                            | 4.826 ft³ /136,7 m³ 28 LD3 hoặc 9 pallet (88×125)    | 6.090 ft³ / 172,5 m³ 36 LD3 hoặc 11 pallet (96×125)  | 6.722 ft³ / 191,4 m³ 40 LD3 hoặc 13 pallet (96×125)  |
| Trọng lượng rỗng                                                                         | 264,500 lb / 120,000 kg                              | 284,000 lb / 129,000 kg                              | 298,700 lb / 135,500 kg                              |
| Trọng lượng cất cánh tối đa                                                              | 502.500 lb / 227.900 kg                              | 561,500 lb / 254,700 kg                              | 560,000 lb / 254,000 kg                              |
| Trọng lượng hạ cánh tối đa                                                               | 380.000 lb / 172.365 kg                              | 425.000 lb / 192.777 kg                              | 445.000 lb / 201.849 kg                              |
| Trọng lượng tối đa không tính nhiên liệu                                                 | 355.000 lb / 161.025 kg                              | 400.000 lb / 181.437 kg                              | 425.000 lb / 192.777 kg                              |
| Tốc độ bay tiết kiệm xăng                                                                | Mach 0,85 (488 kn; 561 mph; 903 km/h)                | Mach 0,85 (488 kn; 561 mph; 903 km/h)                | Mach 0,85 (488 kn; 561 mph; 903 km/h)                |
| Tốc độ tối đa                                                                            | Mach 0,89 (511 kn; 587 mph; 945 km/h)                | Mach 0,89 (511 kn; 587 mph; 945 km/h)                | Mach 0,89 (511 kn; 587 mph; 945 km/h)                |
| Tầm bay với cấu hình bình thường                                                         | 7.355 nmi (13.621 km)                                | 7.635 nmi (14.140 km)                                | 6.430 nmi (11.908 km)                                |
| Độ dài đường băng cất cánh với trọng lượng cất cánh tối đa, áp suất không khí tiêu chuẩn | 10.300 ft (3.100 m) lực đẩy tốt: 8.500 ft (2.600 m)  | 9.400 ft (2.900 m)                                   |                                                      |
| Sức chứa nhiên liệu                                                                      | 33.340 US gal / 126.206 L 223.378 lb / 101.323 kg    | 33.384 US gal / 126.372 L 223.673 lb / 101.456 kg    | 33.384 US gal / 126.372 L 223.673 lb / 101.456 kg    |
| Độ cao bay vận hành                                                                      | 43.000 ft (13.100 m)                                 | 43.000 ft (13.100 m)                                 | 43.000 ft (13.100 m)                                 |
| Động cơ (2×)                                                                             | General Electric GEnx-1B hoặc Rolls-Royce Trent 1000 | General Electric GEnx-1B hoặc Rolls-Royce Trent 1000 | General Electric GEnx-1B hoặc Rolls-Royce Trent 1000 |
| Sức đẩy(×2)                                                                              | 64.000 lbf (280 kN)                                  | 71.000 lbf (320 kN)                                  | 76.000 lbf (340 kN)                                  |
| Mã ICAO                                                                                  | B788                                                 | B789                                                 | B78X                                                 |

## Tai nạn và sự cố
Boeing 787 lần đầu tiên xảy ra tai nạn chết người vào tháng 6 năm 2025:
- Ngày 12/6/2025, Chuyến bay 171 của Air India sử dụng máy bay Boeing 787-8 Dreamliner (số đăng bạ: VT-ANB) từ Ahmedabad đến London đã gặp tai nạn gần Sân bay quốc tế Sardar Vallabhbhai Patel khi đang cất cánh được chưa đầy một phút lúc 13:39 (giờ địa phương). 229 trên 230 hành khách và 12 thành viên phi hành đoàn đã thiệt mạng.[29] Chỉ duy nhất một hành khách còn sống sót qua vụ tai nạn này ở hàng ghế 11A ngay sát lối thoát hiểm bên cánh trái máy bay.